# StarCraft II
StarCraft II è un videogioco strategico in tempo reale per Microsoft Windows e macOS, secondo capitolo della serie omonima, seguito di StarCraft. È stato annunciato il 19 maggio 2007 al Blizzard Worldwide Invitational di Seul, Corea del Sud. Nell'ottobre 2008 Blizzard ha annunciato che StarCraft II sarebbe stato pubblicato come trilogia.
Il primo dei tre capitoli, Wings of Liberty, è stato pubblicato contemporaneamente in Nord America, Europa, Corea del Sud, Australia, Nuova Zelanda, Russia, Brasile, Cile, Argentina, Singapore, Indonesia, Malesia, Thailandia, Filippine, oltre che nelle regioni di Taiwan, Hong Kong e Macao il 27 luglio 2010, dopo una beta a numero chiuso iniziata il 17 febbraio 2010
È stato il gioco per PC più venduto del 2010 con oltre un milione e mezzo di copie vendute nelle prime 48 ore di vendita.
Nel primo mese ha inoltre venduto oltre 3 milioni di copie in tutto il mondo.

## Episodi della trilogia
La campagna per giocatore singolo di ogni episodio è dedicata ad una delle tre razze disponibili, mentre la parte multiplayer è comune. Ogni episodio ha un sottotitolo differente: Wings of Liberty (Ali della Libertà) per l'episodio Terran; Heart of the Swarm (Cuore dello Sciame) per l'episodio Zerg e Legacy of the Void (Il Retaggio del Vuoto) per l'episodio Protoss. Secondo Rob Pardo, vicepresidente della Blizzard, sarebbe passato almeno un anno di tempo fra la pubblicazione di ogni episodio e l'altro e non si sarebbe trattato di espansioni ma di storie complete.

### Wings of Liberty
(Arcturus Mengsk)
Sono passati quattro anni dagli avvenimenti narrati nell'espansione del primo episodio, Brood War. Sarah Kerrigan, la Regina delle Lame, si è ritirata sul pianeta Char per rinforzare lo Sciame, mentre Arcturus Mengsk è tornato al potere del Dominio e lo tiene col pugno di ferro. I Protoss superstiti sono ancora su Shakuras, riappacificatisi coi loro fratelli rinnegati. L'ex sceriffo del pianeta Mar Sara, James Raynor, ha dato vita a un'organizzazione ribelle, i Randagi di Raynor, con quartier generale sull'incrociatore Hyperion, appartenuto alla flotta di Mengsk e ora al comando di Matt Horner. 
La storia è narrata dal punto di vista di Raynor che, dopo la perdita dell'amata Sarah Kerrigan per mano dello stesso tiranno che aveva ingenuamente aiutato a salire al potere, è caduto in una depressione che lenisce solo con l'alcool. Viene contattato da un vecchio amico, Tychus Findlay, un condannato in precedenza compagno di scorribande di Raynor. Questi è stato liberato dalla Fondazione Moebius, organizzazione scientifica interessata a recuperare e studiare manufatti Xel'naga, l'antico popolo che creò all'alba dell'universo i Protoss e gli Zerg. Da qui inizia l'avventura di Raynor attraverso le missioni (29 in tutto, di cui tre alternative e una segreta) su vari pianeti e stazioni spaziali del settore Koprulu. 
Quattro sono i filoni principali della trama: contrastare il Dominio (missioni proposte da Horner), recuperare i manufatti Xel'naga da una setta di fanatici Protoss, i Tal'Darim, per poi rivenderli e finanziare la rivoluzione (missioni proposte da Findlay), salvare milioni di esseri umani da una nuova ondata Zerg (missioni proposte dalla dottoressa Ariel Hanson), aiutare la causa degli "Spettri" di Gabriel Tosh. Fa inoltre la sua comparsa il templare oscuro Protoss Zeratul, il quale consegna a Raynor un manufatto che gli permette di rivivere i suoi ricordi sotto forma di missioni. In queste si scopre che Sarah Kerrigan è l'eletta di una profezia, che la vuole come unica speranza di salvezza dell'universo dalla minaccia degli ibridi Protoss-Zerg. 
Più avanti, Raynor scopre che dietro alla Fondazione Moebius c'è Valerian Mengsk, figlio di Arcturus, che propone all'ex sceriffo un'alleanza per usare il dispositivo Xel'naga, noto come Stele ancestrale, ricostruito con gli artefatti recuperati per rendere di nuovo umana Kerrigan. Dopo una feroce battaglia i Randagi, supportati dalla flotta del Dominio comandata dal generale Warfield, riescono ad attivare l'artefatto davanti all'alveare principale su Char. Raynor riesce a recuperare Kerrigan, trasformatasi nuovamente in umana, ma scopre che Findlay ha fatto un patto con Arcturus: uccidere Kerrigan per avere la grazia per i suoi crimini. A malincuore, Raynor è costretto a uccidere l'amico e porta via Kerrigan, risvegliatasi e di nuovo in sé.

#### Personaggi principali
- James Raynor (Doppiato da Riccardo Lombardo) - Ex sceriffo confederato di Mar Sara e leader dei Randagi di Raynor, un gruppo di ribelli che ha scelto di opporsi a Mengsk e al suo Dominio. Cadrà in depressione durante la storia, abbandonandosi all'alcool e all'autocommiserazione. Ritornerà il vecchio Jim Raynor dopo una rissa al bar con Tychus Findlay, e guiderà i Randagi insieme ai soldati di Valerian su Char contro la Regina delle Lame.
- Tychus Findlay (Doppiato da Dario Oppido) - Compagno di scorribande di Raynor all'epoca in cui erano entrambi criminali, ritorna con un lavoro da proporgli: rubare dei preziosi artefatti alieni. È costretto dal Dominio a compiere una missione, pena la morte: uccidere la Regina delle Lame, e quindi tradisce Raynor nel finale del gioco, tentando di spararle in testa, ma venendo colpito dal proiettile di James.
- Arcturus Mengsk (Doppiato da Oliviero Corbetta) - L'imperatore Mengsk guida il Dominio con il pugno di ferro, con l'obiettivo di riunire l'intera umanità sotto la sua leadership, a qualunque prezzo. È stato lui ad abbandonare Kerrigan e miliardi di cittadini confederati in balia degli Zerg, scatenando le ire di Raynor. Il suo progetto di Dominio verrà messo in seria crisi dopo il filone di missioni di Matt Horner.
- Sarah Kerrigan (Doppiata da Elda Olivieri) - La leader dello Sciame Zerg, si fa chiamare la Regina delle Lame. In passato è stata un Fantasma dell'esercito confederato, ma fu tradita da Mengsk, poi catturata e infestata dagli Zerg. Come Regina delle Lame è malvagia e spietata, pensando unicamente alla sopravvivenza dello Sciame. Alla fine del filone principale della storia (missioni di Tychus e Valerian), riesce a tornare alla forma umana originaria e a riacquistare coscienza di sé. Sarà la protagonista del secondo capitolo di StarCraft II "Heart of the Swarm".
- Matt Horner (Doppiato da Alessandro Rigotti) - Horner è un alleato di Raynor, nonché comandante dell'Hyperion, l'incrociatore che funge da quartier generale per i Randagi ed ex ammiraglia del Dominio. Alla fine del suo ciclo di missioni, il Dominio viene messo in crisi, perché vengono pubblicate in tutta la galassia registrazioni in cui Mengsk ordina l'uccisione di miliardi di innocenti su Tarsonis.
- Zeratul (Doppiato da Marco Balzarotti) - Templare oscuro Protoss, vecchia conoscenza di Raynor, che lo aiuterà nel corso della sua avventura. Alla fine dei suoi flashback, si vede un futuro alternativo, che mostra la fine del Settore Koprulu e la morte di tutte e tre le razze senzienti in favore degli ibridi Protoss-Zerg. Questa fine può essere evitata solo salvando Kerrigan, ed è questo, oltre all'amore che prova per lei, che sprona Raynor a tentare di salvarla.
- Valerian Mengsk (Doppiato da Paolo De Santis) - Figlio di Arcturus e proprietario della Fondazione Moebius. Il suo intento è quello di diventare un imperatore migliore di suo padre e, soprattutto, un uomo migliore.
- Gabriel Tosh (Doppiato da Alex Poli) - Misterioso individuo, leader degli Spettri (una variante degli ordinari Fantasmi) che si unisce ai Randagi nella lotta contro Mengsk. Alla fine del suo ciclo di missioni, bisognerà scegliere se dare fiducia a Tosh, che dice di poter addestrare Spettri mentalmente stabili, oppure tradirlo e ucciderlo seguendo Nova, un Fantasma élite del Dominio, che comunque non si unirà alla ribellione.
- Ariel Hanson (Doppiata da Donatella Fanfani) - Dottoressa che Raynor e i suoi salvano evacuando il pianeta Agria da un'invasione Zerg. Alla fine del suo ciclo di missioni, starà al giocatore scegliere se fidarsi di lei nel cercare una cura per l'infestazione Zerg, o sterminare gli infetti della sua colonia, e a seconda della scelta, la dottoressa vivrà o morirà.
- Rory Swann (Doppiato da Gianni Gaude) - Membro dei Randagi, si occupa principalmente di fornire a Raynor nuove unità e migliorie per quelle già in possesso. Lavora nell'armeria dell'Hyperion.
- Egon Stetmann (Doppiato da Davide Garbolino) - Membro dei Randagi, si occupa del laboratorio dell'Hyperion e delle ricerche per migliorare la tecnologia dei Terran. Lavora presso il laboratorio dell'Hyperion

#### Personaggi secondari
- Aiutante (Doppiata da Lorella De Luca) - Il computer antropomorfo utilizzato da Raynor, fornisce aiuti di tipo tecnico durante la storia.
- Aiutante confederata (Doppiata da Jenny De Cesarei) - Una vecchia Aiutante della Confederazione recuperata dai Randagi su Tarsonis e contenente le prove per denunciare Arcturus Mengsk di genocidio.
- Annabelle (Doppiata da Iolanda Granato) - Un membro dei Randagi che lavora nell'armeria.
- Artanis (Doppiato da Lorenzo Scattorin) - Ex Esecutore dei Protoss, promosso a Gerarca, al comando di una nave madre che apparirà durante la visione mostrata a Zeratul e poi a Raynor.
- Bralik (Doppiato da Luigi Rosa) - Un membro dei Randagi che lavora sul ponte di comando.
- Marcus Cade (Doppiato da Lorenzo Scattorin) - Un membro dei Randagi che lavora sul ponte di comando.
- Cooper (Doppiato da Andrea Bolognini) - Un membro dei Randagi e barman della nave.
- Dottor Emil Narud (Doppiato da Luca Sandri) - Scienziato capo della Fondazione Moebius. Sarà lui a fornire tramite Tychus le posizioni degli artefatti da recuperare.
- Earl (Doppiato da Pietro Ubaldi) - Un membro dei Randagi che lavora nell'armeria.
- Mira Han (Doppiata da Stefania Patruno) - Mercenaria ricercata come criminale in numerosi sistemi e moglie di Matt Horner in un matrimonio che gli fu imposto dopo una partita di poker andata male.
- Graven Hill (Doppiato da Alessandro Maria D'Errico) - Un membro dei Randagi che ha collegamenti col mercato nero. Si occupa di reclutare mercenari per potenziare le forze di Raynor.
- Jessica Hall (Doppiata da Beatrice Caggiula) - Un membro dei Randagi che lavora sul ponte di comando.
- Milo Kachinsky (Doppiato da Francesco Mei) - Un membro dei Randagi e diretto subordinato di Swann.
- Karass (Doppiato da Gabriele Calindri) - Un Alto Templare Protoss che aiuta Zeratul a fuggire con le tre parti della profezia, e si sacrifica per rallentare gli Zerg.
- Lee Keno (Doppiato da Luigi Rosa) - Giornalista televisivo, è uno di quelli che commenta le rivelazioni su Arcturus Mengsk.
- Michael Liberty (Doppiato da Luca Sandri) - Giornalista televisivo, è uno di quelli che commenta le rivelazioni su Arcturus Mengsk.
- Kate Lockwell (Doppiata da Emanuela Pacotto) - Giornalista e inviata di UNN (Universal News Network), la principale rete televisiva del Dominio. A differenza del suo collega Vermilion, cerca sempre di esporre la verità nelle notizie.
- Mohandar (Doppiato da Leonardo Gajo) - Anziano leader dei Templari oscuri, sarà presente con la sua Lancia del Vuoto durante la visione di Zeratul.
- Nyon (Doppiato da Matteo Zanotti) - Esecutore dei Tal'darim, una fazione di integralisti Protoss. Si opporrà strenuamente contro Raynor nel suo tentativo di recuperare i pezzi dell'artefatto Xel'naga.
- Nova (Doppiata da Iolanda Granato) - Nome in codice di November Annabelle Terra (agente X41822N), è un Fantasma che lavora per il Dominio.
- Colonnello Orlan (Doppiato da Pietro Ubaldi) - Mercenario esperto nella decriptazione dei codici dei sistemi della Confederazione. Tradirà Raynor, volendolo vendere al Dominio. Il capo ribelle lo sconfigge su Deadman's Port e lo fa incarcerare da Mira.
- Selendis (Doppiata da Cristina Giolitti) - Esecutore dei Protoss e leader della casta dei Templari. Lavora sotto il diretto comando di Artanis e viene mandata su Haven per eliminare l'infestazione Zerg.
- Tassadar (Doppiato da Alessandro Maria D'Errico) - Ex Esecutore Protoss durante il primo contatto tra Terran e Zerg. Dopo il suo sacrificio per distruggere l'Unica Mente, parlerà dal Vuoto a Zeratul, mostrandogli il futuro in cui tutte le specie senzienti verranno annientate.
- Unica Mente (Doppiata da Cristina Giolitti) - L'ex signora degli Zerg, ormai deceduta su Aiur. Si scopre che, pur essendo senziente, era obbligata a eseguire il volere di un dio oscuro.
- Urun (Doppiato da Gianni Gaude) - Leader della tribù Auriga dei Protoss e ammiraglio della flotta Protoss. Si unirà agli altri nella battaglia contro gli ibridi nella visione di Zeratul.
- Donny Vermilion (Doppiato da Diego Sabre) - L'anchorman di UNN, la principale rete televisiva del Dominio, e palesemente di parte a favore dello stesso.
- Horace Warfield (Doppiato da Marco Balbi) - Generale del Dominio e veterano di guerra. Ha guidato 5 invasioni contro lo Sciame di cui l'ultima contro Kerrigan su Char.
- Ajendarro Ybarra (Doppiato da Leonardo Gajo) - Un membro dei Randagi.

### Heart of the Swarm
(Sarah Kerrigan)
Poco dopo la battaglia su Char, Kerrigan viene portata in un laboratorio di ricerca dal principe Valerian per capire se e come le sia ancora possibile controllare gli Zerg. Tuttavia, il laboratorio viene improvvisamente attaccato da soldati del Dominio con l'ordine di uccidere la Regina delle Lame. I Randagi, Valerian e Kerringan riescono a fuggire a bordo dell'Hyperion, ma Raynor rimane disperso durante la fuga. I notiziari informano in seguito dell'esecuzione dell'ex sceriffo.
Determinata a vendicarsi di Mengsk per averla tradita su Tarsonis e aver ucciso Raynor, Kerrigan comincia a riprendere il controllo dello Sciame tornando su Char, dove sconfigge le truppe del Dominio guidate dal generale Warfield, e sulla luna ghiacciata di Kaldir, dove annienta una spedizione Protoss prima che avvertano Shakuras. Mentre è impegnata in questa impresa, Zeratul appare a Kerrigan e le suggerisce di viaggiare fino a Zerus, il pianeta natale degli Zerg, dove potrà apprendere le conoscenze necessarie a far evolvere gli Zerg a una forma ancor più potente e superiore.
Su Zerus, Kerrigan risveglia Zurvan l'Antico, il primo Zerg, da cui apprende che l'entità che minaccia la galassia è un antico Xel'naga rinnegato di nome Amon, che nei tempi antichi rubò alcuni Zerg dal pianeta per asservirli al suo volere. L'unico modo per Kerrigan di fermare tutto ciò è prendere il controllo totale dello Sciame, e per farlo si immerge in una nuova crisalide, uscendone come una nuova e più potente (ma dotata di un animo umano) Regina delle Lame.
Dopo aver sconfitto tutti i capibranco di Zerus, Zurvan compreso, Kerrigan riprende il suo viaggio, ricevendo una chiamata da Alexei Stukov, l'ex viceammiraglio della flotta del DTU ucciso da Samir Duran. Riportato in vita da un Cerebrato, Stukov è stato infestato ed è diventato una cavia del Dominio. Con l'aiuto del suo nuovo alleato, Kerrigan distrugge il laboratorio dove vengono condotti studi sugli ibridi, e uccide il dottor Narud, capo non solo della Fondazione Moebius, ma anche del progetto di ricerca degli ibridi.
Narud è, in realtà, un antico mutaforma, servitore di Amon. In punto di morte, questi rivela che il suo signore è già resuscitato.
Dopo aver appreso che Raynor è ancora vivo e tenuto prigioniero a bordo di una nave prigione, Kerrigan, con l'aiuto di Valerian e Matt, riesce a liberarlo, ma Jim, vedendo Sarah di nuovo nella forma della Regina delle Lame, rifiuta di starle vicino e l'abbandona andandosene per conto proprio.
Kerrigan rivolge quindi la furia dello Sciame verso Korhal, per compiere la sua vendetta contro Arcturus. Grazie anche all'aiuto di Raynor, pentitosi della sua condotta con Kerrigan, Sarah riesce a raggiungere Mengsk all'ultimo piano del suo palazzo.
L'imperatore cerca di eliminare la Regina delle Lame usando il dispositivo Xel'naga usato per liberarla dall'infestazione, ma con l'intervento provvidenziale di Jim il suo tentativo fallisce e Kerrigan può finalmente compiere la propria vendetta.
Con la morte di Mengsk, Kerrigan e Jim si separano di nuovo, non prima però che Raynor possa confessare in parte i propri sentimenti alla Regina delle Lame che, forte del suo nuovo potere e del controllo assoluto dello Sciame, si prepara ad affrontare il suo vero nemico, Amon.

#### Personaggi principali
- Sarah Kerrigan (Doppiata da Elda Olivieri) - La leader dello Sciame Zerg, tornata umana, ma mantiene la capacità di controllare gli Zerg. Kerrigan intende ricostituire lo Sciame, dissoltosi dopo la battaglia su Char, per compiere la sua vendetta verso Arcturus Mengsk, ma durante l'impresa scoprirà l'esistenza di un nemico ancora più pericoloso.
- James Raynor (Doppiato da Riccardo Lombardo) - Ex sceriffo confederato di Mar Sara e leader dei Randagi di Raynor. Viene catturato durante l'assalto del Dominio al laboratorio dove viene portata Kerrigan, e sparsa la notizia che sia stato giustiziato. In seguito, Kerrigan scopre che, in realtà, è tenuto prigioniero dal Dominio come ostaggio per impedire l'invasione di Korhal.
- Arcturus Mengsk (Doppiato da Oliviero Corbetta) - L'imperatore Mengsk guida il Dominio con il pugno di ferro, con l'obiettivo di riunire l'intera umanità sotto la sua leadership, a qualunque prezzo. È stato lui ad abbandonare Kerrigan in balia degli Zerg, scatenando le ire di Raynor. Per tutto il male che le ha inflitto, Kerrigan ha giurato di vendicarsi.
- Abathur (Doppiato da Mario Zucca) - Abathur è una creatura Zerg unica nel suo genere creata dall'Unica Mente. Divenuto selvaggio dopo la morte della sua creatrice, ha vagato per le gallerie di Char fino a quando è stato ritrovato dalla Regina delle Lame, che ha ripristinato il suo scopo: guidare l'evoluzione dello Sciame secondo il volere di chi lo comanda. È stato anche colui che ha trasformato Kerrigan nella Regina delle Lame.
- Zagara (Doppiata da Marcella Silvestri) - Una Matriarca Zerg, creature create dalla Regina delle Lame per aiutarla a controllare lo Sciame, svolgendo il compito una volta affidato ai Cerebrati dell'Unica Mente. Zagara inizialmente tenta di uccidere Kerrigan, ma poi si sottomette al suo potere, divenendo sua seconda a comando.
- Izsha (Doppiata da Deborah Morese) - Izsha è una creatura Zerg unica nel suo genere, dal corpo serpentiforme, che funge da consigliera di Kerrigan. Secondo quanto asserito da lei stessa, un tempo la Regina delle Lame riponeva in lei pensieri e piani.
- Alexei Stukov (Doppiato da Dario Oppido) - Ex ufficiale del DTU, la spedizione inviata dalla Terra per deporre Mengsk, fu ucciso dal traditore Duran. In seguito, fu riportato in vita dal Cerebrato Kaloth e infestato, poi divenne una cavia del Dominio nel laboratorio degli ibridi. Sfuggito alla prigionia, contatta Kerrigan per chiedere il suo aiuto per distruggere il laboratorio e le sue mostruosità.
- Matt Horner (Doppiato da Alessandro Rigotti) - Horner è il comandante dell'Hyperion, l'incrociatore che funge da QG per i Randagi, amico di Raynor e suo braccio destro.
- Valerian Mengsk (Doppiato da Paolo De Santis) - Figlio di Arcturus e proprietario della Fondazione Moebius. Dopo essere fuggito insieme ai Randagi durante l'attacco al centro di ricerca dove era stata portata Kerrigan, rimane con loro dopo avere capito che il padre è disposto a sacrificare anche lui per uccidere Kerrigan.
- Horace Warfield (Doppiato da Marco Balbi) - Generale del Dominio e veterano di guerra. Rimasto su Char a capo della forza di occupazione, le sue forze vengono travolte dagli Zerg al ritorno di Kerrigan.
- Zeratul (Doppiato da Marco Balzarotti) - Templare oscuro Protoss, viaggia nell'universo alla ricerca di un modo per fermare la venuta degli ibridi e il conseguente annullamento. Mostra a Kerrigan il pianeta Zerus, dove potrà trovare il potere per rendere più forte lo Sciame in modo da combattere lo Xel'naga rinnegato Amon.

#### Personaggi secondari
- Aiutante (Doppiata da Lorella De Luca) - Il computer base utilizzato dai Terran, fornisce informazioni sullo stato.
- Brakk (Doppiato da Marco Balzarotti) - Un capobranco degli Zerg primordiali di Zerus, è il primo a sfidare Kerrigan al suo arrivo, e il primo a cadere.
- Capo della spedizione (Doppiato da Antonello Governale) - Il Protoss che comanda la forza di spedizione su Kaldir, con interessi scientifici. Entrato in contatto con Kerrigan, cercherà più volte di contattare l'Armata d'Oro di Shakuras per annientarla, ma senza successo.
- Dehaka (Doppiato da Riccardo Rovatti) - Un capobranco primordiale di Zerus che, a differenza degli altri, decide di allearsi con Kerrigan. Il suo scopo è quello di raccogliere essenze per continuare a evolversi.
- Mira Han (Doppiata da Stefania Patruno) - Spietata mercenaria ricercata come criminale in numerosi sistemi. Si opporrà ai Randagi, che necessitano dell'aiuto di Orlan, da lei tenuto prigioniero.
- Kilysa (Doppiata da Cristina Giolitti) - Una Matriarca Zerg che serve Kerrigan. La sua genia è limitata, ma possiede molti Leviatani, le grandi creature Zerg utilizzate per viaggiare nello spazio.
- Kraith (Doppiato da Oliviero Corbetta) - Un possente capobranco primordiale Zerg che si opporrà a Kerrigan. È in grado di sputare proiettili acidi e si lancia in possenti cariche verso il nemico.
- Lassara (Doppiata da Simona Biasetti) - Scienziata Protoss catturata durante l'attacco su Kaldir. Verrà utilizzata da Kerrigan per infestare la nave Protoss in fuga dal pianeta.
- Kate Lockwell (Doppiata da Emanuela Pacotto) - Giornalista di UNN, la principale rete televisiva del Dominio. È lei a dare la notizia dell'esecuzione di Raynor.
- Naktul (Doppiata da Cristina Giolitti) - Una Matriarca Zerg che serve Kerrigan e che ha la sua base sul pianeta Phaeton. È tra le prime a ritornare allo Sciame, convinta che Kerrigan sia la loro regina, anche se in forma umana.
- Dottor Emil Narud (Doppiato da Luca Sandri) - Scienziato capo della Fondazione Moebius e capo del progetto di sperimentazione degli ibridi. In realtà, Narud è uno Xel'naga mutaforma che serve Amon. Lui e Duran sono lo stesso essere: infatti Narud, letto al contrario, è proprio Duran.
- Niadra (Doppiata da Simona Biasetti) - Matriarca Zerg nata da Lassara con lo scopo di infestare una nave Protoss in fuga. Riuscita nel suo intento, perderà i contatti con Kerrigan e deciderà di continuare a svolgere l'ultimo ordine impartito: diventare più forte e distruggere i Protoss.
- Nova (Doppiata da Iolanda Granato) - Nome in codice di November Annabelle Terra (agente X41822N), è un Fantasma che lavora per il Dominio. Guiderà l'attacco contro il laboratorio dove è tenuta Kerrigan, riuscendo solamente a catturare Raynor.
- Colonnello Orlan (Doppiato da Pietro Ubaldi) - Mercenario esperto nella decriptazione dei codici dei sistemi della Confederazione. Verrà liberato dalla prigionia di Mira Han dai Randagi per violare la rete del Dominio e scoprire dove si trova Raynor.
- Ryloth (Doppiata da Cristina Giolitti) - Una Matriarca Zerg che serve Kerrigan.
- Slivan (Doppiata da Marco Balbi) - Detta la Madre eterna, è un capobranco primordiale Zerg su Zerus. È in grado di emanare nubi velenose e dal suo carapace nascono in continuazione Zerg primordiali simili a Baneling.
- Rory Swann (Doppiato da Gianni Gaude) - Membro dei Randagi, si occupa principalmente di fornire a Raynor nuove unità e migliorie per quelle già in possesso.
- Yagdra (Doppiato da Pietro Ubaldi) - Un capobranco primordiale Zerg che si opporrà a Kerrigan. È in grado di sputare fuoco e scava nel terreno per nascondersi.
- Zurvan (Doppiato da Antonello Governale) - Detto l'Antico, è il primo Zerg, nato prima dell'Unica Mente. Guida Kerrigan su Zerus per aumentare il potere dello Sciame, per poi tentare di recuperare la sua essenza, seguendo l'istinto naturale degli Zerg primordiali.

### Legacy of the Void
(Artanis)

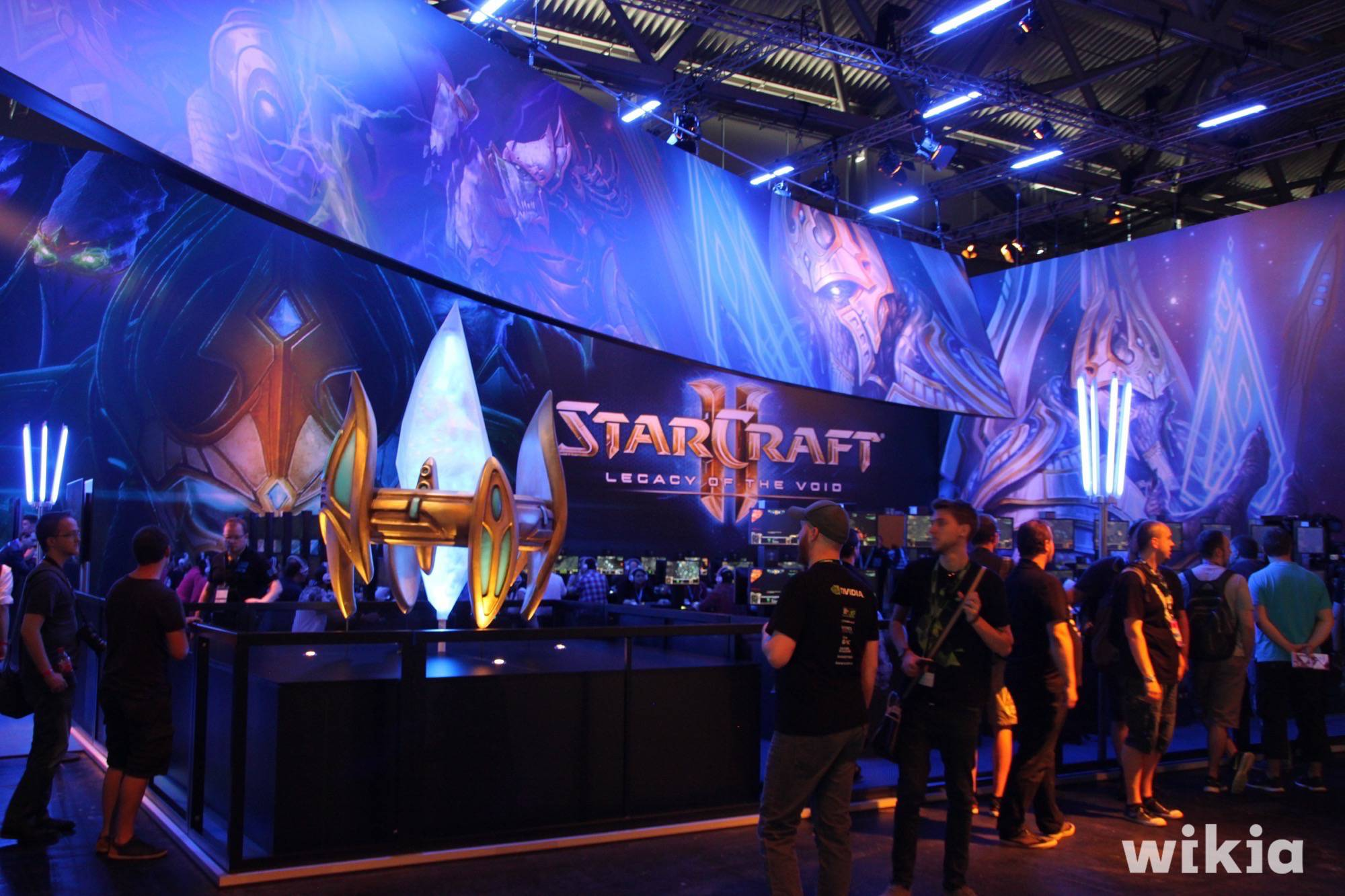
Spazio dedicato a Legacy of the Void al Gamescom 2015

Nel prologo, chiamato Sussurri di oblio, Zeratul scopre il tassello finale della misteriosa profezia degli Xel'naga e decide di tornare dalla sua gente per avvertirli. 
Giunge da Artanis subito prima dell'inizio dell'invasione di Aiur da parte dell'Armata d'Oro, ma il Gerarca decide di procedere all'attacco. Quando le forze Protoss ingaggiano gli Zerg che dovrebbero essere selvaggi, si rendono conto che al loro comando ci sono degli ibridi. Allarmato da ciò, Artanis decide di inviare Zeratul a recuperare il manufatto Xel'naga su Kohral che, secondo lo stesso Templare oscuro, sarà l'arma per annientare Amon. Improvvisamente, però, quest'ultimo entra nel Khala, la connessione che unisce tutti i Templari, soggiogandoli al suo volere. Zeratul, immune, poiché come gli altri Nerazim ha tagliato i cordoni neurali che legano al Khala i Protoss, riesce a tagliare quelli di Artanis, ma a costo della vita. Artanis, insieme ai Nerazim e a tutti i Templari che è riuscito a separare dal Khala, attiva una gigantesca astronave, la "Lancia di Adun", l'unica non andata perduta delle tre leggendarie Arche, costruite per salvare i Protoss dall'estinzione. Artanis e i suoi compagni riescono così a fuggire dal pianeta, ormai sotto il controllo di Amon.
Artanis scopre ben presto che il suo nemico sta attaccando in tutto il settore con forze Zerg, i Protoss soggiogati, i Tal'darim a lui fedeli e gli umani della Divisione Moebius sotto il suo controllo. Artanis riesce a recuperare l'artefatto Xel'naga da Kohral e a evacuare Shakuras prima di farlo esplodere per eliminare tutti gli Zerg che lo avevano invaso.
Seguendo le informazioni presenti nell'artefatto, i Protoss giungono a Ulnar, pianeta natale degli Xel'naga. Sempre ostacolati dalle forze di Amon, Artanis entra nel tempio dove incontra Kerrigan, anche lei alla ricerca degli antichi dèi. Qui, Artanis scopre la verità sugli Xel'naga: essi sono esseri divini nati nel Vuoto che, in cicli infiniti di durata eonica, creano e coltivano la vita in ogni universo, senza interferire con le civiltà che ivi vi nascono. Quando i tempi sono maturi, essi facilitano la fusione genetica (l'essenza) di due specie distinte ed evolutesi in autonomia, ovvero i puri nella forma e i puri nell'essenza. Questa fusione porta alla nuova generazione di Xel'naga per far ricominciare il ciclo. I due, però, scoprono con orrore che gli Xel'naga che lì riposavano sono stati tutti uccisi da Amon e riescono a sfuggire alla trappola tesa dal loro nemico grazie anche all'aiuto di Alarak, primo Ascendente dei Tal'darim. Questi ha scoperto le false promesse di Amon alla sua tribù e desidera vendicarsi. Artanis decide di stringere un patto con lui e lo aiuta a diventare Monarca dei Tal'darim, così che si schierino al suo fianco nella lotta contro Amon. Il Gerarca decide anche di risvegliare i Purificatori, macchine con intelligenza artificiale facenti parte di un progetto abbandonato dal Conclave. Avuto anche il loro supporto, Artanis e i suoi alleati attaccano Aiur, distruggendo prima il corpo ospite di Amon, quindi utilizzando l'artefatto Xel'naga per bandirlo dal Khala e farlo ritornare al Vuoto. Per impedirgli di tornare, tutti i Templari si recidono i cordoni neurali, mettendo la parola fine al Khala e alla sua epoca.
Non molto tempo dopo, Kerrigan contatta Artanis e Raynor, chiedendo il loro aiuto per uccidere definitivamente Amon dopo essere entrati nel Vuoto, prima che ritorni una minaccia. Seguendo la voce di Tassadar, le loro forze si fanno strada nel Vuoto fino a uccidere Narud, anch'egli tornato al Vuoto dopo essere stato ucciso come ogni Xel'naga. Lo spirito di Tassadar si rivela in realtà Ouros, l'ultimo Xel'naga, che offre la sua essenza a Kerrigan per far diventare lei stessa una Xel'naga. Con il nuovo potere acquisito, sempre supportata da Raynor e Artanis, Kerrigan riesce infine a uccidere Amon.
Due anni dopo, i Terran, guidati da Valerian Mengsk e Matt Horner, ricostruiscono il Dominio. I Protoss ricostruiscono la loro civiltà su Aiur, esclusi alcuni Tal'darim guidati da Alarak, che decidono di trovare un proprio pianeta. Gli Zerg, guidati da Zagara, si impongono sui pianeti vicino a Char. In tutto il sistema si prospetta un periodo di pace e prosperità. Intanto, Kerrigan (tornata in forma umana) si incontra con Raynor e lo invita ad "andare con lei" e di loro nessuno ha più notizie. Si intuisce anche che, grazie ai suoi poteri divini, Kerrigan fa rinascere la vita su molti pianeti sterili e distrutti dalla guerra, così da fare ammenda per i suoi passati crimini da Regina delle Lame.

#### Personaggi principali
- Artanis (Doppiato da Lorenzo Scattorin) - Gerarca a capo del protettorato Protoss Daelaam che riunisce Templari e Nerazim. Guiderà la sua gente nella lotta contro Amon.
- Karax (Doppiato da Luca Semeraro) - Mastro di Fase della casta Khalai, sulla Lancia di Adun si occupa di studiare la stele e di attivare i sistemi della nave.
- Vorazun - Matriarca e leader dei Nerazim, i Templari oscuri. Inizialmente diffidente, aiuterà Artanis nella lotta contro Amon.
- Sarah Kerrigan (Doppiata da Elda Olivieri) - Leader dello Sciame Zerg, ora alla ricerca del suo mortale nemico, Amon.
- Zeratul (Doppiato da Marco Balzarotti) - Templare oscuro Protoss, scoperto l'ultimo tassello della profezia, torna dalla sua gente per avvertirli del pericolo incombente. Morirà per liberare Artanis dal controllo di Amon.
- James Raynor (Doppiato da Riccardo Lombardo) - Leader dei Randagi di Raynor. Aiuta Artanis a recuperare l'artefatto Xel'naga dalla Divisione Moebius e in seguito Kerrigan a sconfiggere Amon.
- Rohana - Ultima delle tre grandi Conservatrici. Conserva in sé tutti i ricordi dei Protoss di ogni tempo attraverso il Khala. A lungo rifiuterà di separarsi da esso, pur venendo più volte posseduta da Amon.
- Fenix/Talandar - Automa parte del progetto dei Purificatori con al suo interno la personalità del defunto Fenix. Inconscio di essere un'intelligenza artificiale, pian piano scoprirà la verità e deciderà di accettarla.
- Alarak (Doppiato da Gianluca Iacono) - Primo Ascendente dei Tal'darim, una fazione di Protoss seguaci di Amon. Scoperto il tradimento dello Xel'naga verso la sua gente, offrirà un'alleanza ad Artanis per uccidere Ma'lash e prendere il comando della tribù in cambio di supporto contro Amon stesso, di cui vuole vendicarsi.
- Amon - Lo Xel'naga rinnegato che vuole impedire il ciclo infinito degli dèi portando l'oblio nel settore Koprulu. È il vero nemico di Kerrigan e Artanis.
- Valerian Mengsk (Doppiato da Paolo De Santis) - Figlio di Arcturus, diverrà il nuovo imperatore per forgiare un nuovo Dominio di pace e prosperità.
- Matt Horner (Doppiato da Alessandro Rigotti) - Comandante dell'Hyperion, amico di Raynor e suo braccio destro. Dopo la caduta di Mengsk, i Randagi si uniranno al Dominio e diventerà un ammiraglio al servizio di Valerian.

#### Personaggi secondari
- Alexei Stukov (Doppiato da Dario Oppido) - Ex vice ammiraglio del DTU, ora infestato, è diventato un servitore di Kerrigan per vendicarsi di Narud/Duran.
- Clolarion - Esecutore dei Purificatori, automi costruiti come armi dal Conclave.
- Ouros (Doppiato da Gianni Gaude) - Ultimo Xel'naga. È colui che ha aiutato Zeratul assumendo la forma di Tassadar e richiama Kerrigan al Vuoto, offrendole la sua essenza per sconfiggere Amon.
- Ma'lash (Doppiato da Renzo Ferrini) - Monarca dei Tal'darim e fedele seguace di Amon. Alarak tenterà di detronizzarlo per comandare i Tal'darim al suo posto attraverso il rito del Rak-Shir.
- Narud (Doppiato da Luca Sandri) - Xel'naga mutaforma che serve Amon. Ucciso su Skygeirr, torna al Vuoto e funge da carceriere per Ouros, venendo infine ucciso da Stukov, che si vendica per essere stato a sua volta ucciso e torturato da lui anni prima.
- Selendis (Doppiata da Debora Magnaghi) - Esecutore dei Protoss. Verrà controllata da Amon finché Artanis non lo scaccia dal Khala.
- Talis (Doppiata da Elda Olivieri) - Pretore Protoss, si sacrificherà per permettere a Zeratul di sfuggire alle forze di Amon per avvertire gli altri Protoss.
- Zagara (Doppiata da Marcella Silvestri) - Matriarca Zerg, seconda a comando di Kerrigan. Alla fine, Kerrigan lascerà a lei lo Sciame Zerg.

### Nova: Operazioni segrete
Nova: Operazioni segrete (Nova Covert Ops) è un'espansione finale pubblicata nel 2016 sotto forma di tre pacchi di missioni aggiuntive per giocatore singolo, tre missioni per ciascuno. La trama è successiva alla trilogia terminata con Legacy of the Void, ma è poco correlata agli eventi precedenti. La protagonista è Nova, personaggio già noto dai capitoli precedenti, che ora si trova ad affrontare i Difensori dell'Umanità, che si oppongono con metodi discutibili al nuovo imperatore Valerian Mengsk, figlio di Arcturus. Nova può essere personalizzata con l'equipaggiamento, modificando molto le strategie di gioco.

## Modalità di gioco
StarCraft II ha tutte e tre le razze del primo capitolo: Protoss, Terrestri, e Zerg. È stato reso noto che queste saranno le uniche razze nel gioco online, sebbene una quarta potrebbe essere aggiunta in un'espansione futura.
Evidenti sono le novità rispetto al precedente capitolo, a partire da una più complessa interazione con l'ambiente di gioco, e dalla possibilità di scegliere l'ordine delle missioni, che non è più obbligato. Dopo ogni missione, il giocatore guadagna dei crediti e dei punti ricerca; i primi si ottengono semplicemente terminandola, mentre i secondi raccogliendo oggetti Zerg o Protoss o completando obbiettivi secondari. Con i crediti è possibile ingaggiare mercenari o acquistare miglioramenti alle unità e agli edifici, mentre con ogni 5 punti ricerca è possibile selezionare una tra due opzioni disponibili nei rispettivi alberi tecnologici delle due razze aliene. Le opzioni includono nuove abilità, unità o edifici ispirati a quelle delle fazioni avversarie: ad esempio una permette di sbloccare la rigenerazione passiva dei punti ferità delle unità meccaniche, abilità tipica degli Zerg.

### Unità
In StarCraft II sono presenti la maggior parte delle unità presenti nel primo capitolo e nella sua espansione, oltre ad alcune novità.

### Leghe e classifiche
Il gioco implementa un sistema di leghe volto a dividere equamente gli utenti in base all'abilità. Dopo le prime 5 partite, dette di piazzamento, al giocatore viene assegnata una di queste leghe; in seguito, potrà essere sia promosso che retrocesso, a seconda dei risultati ottenuti. Inizialmente, durante la beta, esistevano 4 leghe (bronzo, argento, oro e platino). All'uscita è stata aggiunta una quinta (diamante). Successivamente, sono state aggiunte la lega Master, volta ad ospitare il 2% dei migliori giocatori, e la lega Grandmaster (solo per la modalità 1v1), che contiene i migliori 200. Il piazzamento di lega non è unico per il giocatore, ma varia a seconda della modalità di gioco. Nel caso di partite a squadre, ogni squadra diversa avrà una propria lega.
Una volta terminate le partite di piazzamento, un giocatore viene inserito in una classifica con altri 100 giocatori della stessa lega. Nel caso venga promosso o retrocesso, cambierà la classifica per essere inserito in una con giocatori della nuova lega.
La classifica è basata sui ladder points, punti che vengono assegnati o tolti per ogni vittoria o sconfitta, in un numero che dipende da come il sistema valuta l'avversario rispetto al giocatore: se l'avversario è ritenuto favorito, i punti assegnati saranno di più. Inoltre, ogni giocatore accumula nel tempo dei punti bonus in quello che viene chiamato bonus pool: questi punti, qualora il giocatore ne abbia abbastanza nel proprio bonus pool, verranno aggiunti a quelli assegnati per una vittoria, fino a raddoppiarne il valore.

### Missioni cooperative
Il gioco inoltre ha una modalità cooperativa che schiera due giocatori contro l'intelligenza artificiale, che può avere 4 livelli difficoltà, in una missione stile campagna. In questa modalità il giocatore può anche scegliere un proprio comandante che ha unità, abilità, potenziamenti specifici e meccaniche di gioco uniche. Le missioni possono essere in modalità mutageni, normale e personalizzati.